# Dunsthöhle

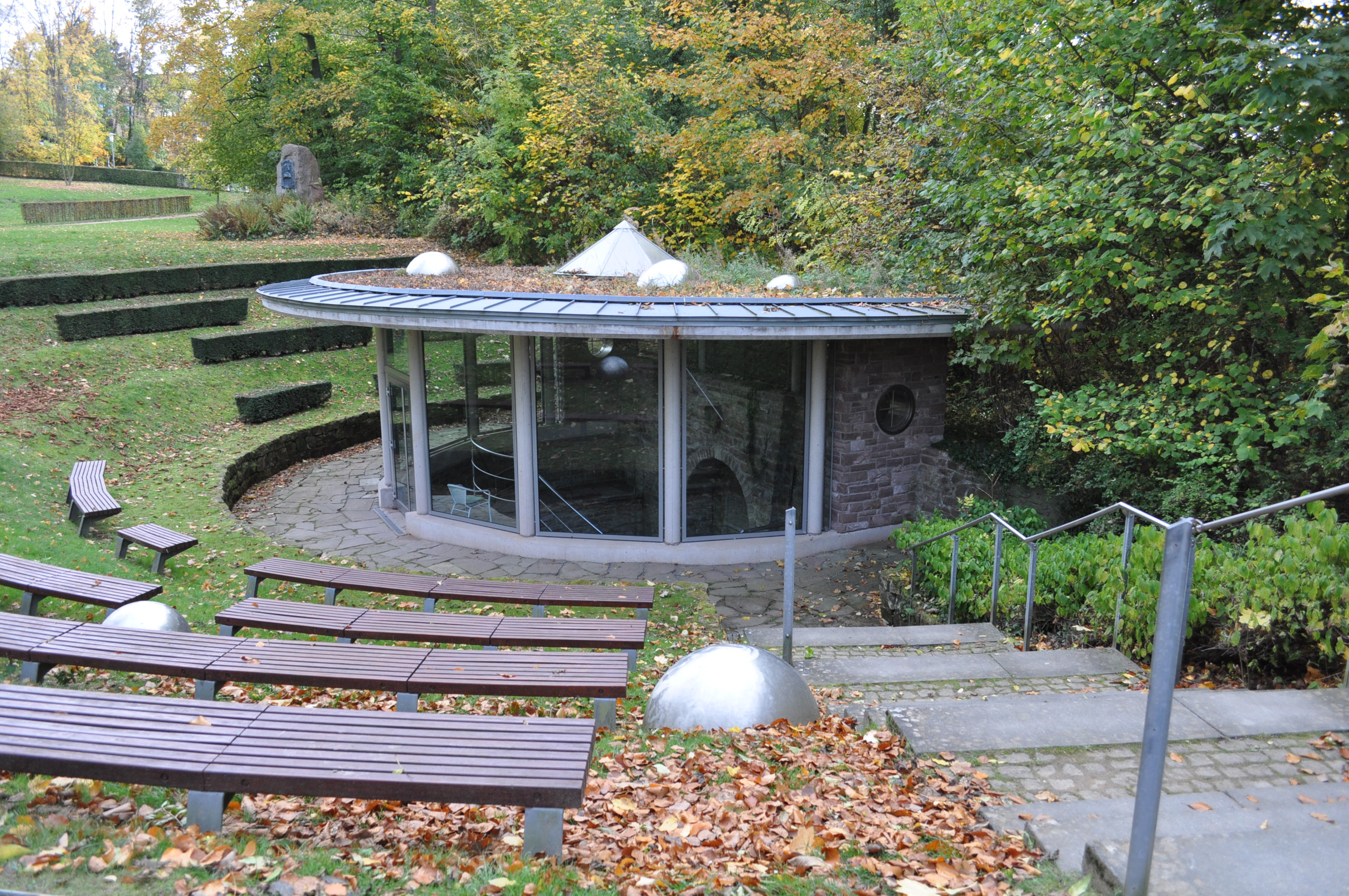
Moderner Pavillon der Dunsthöhle in Bad Pyrmont (2012)

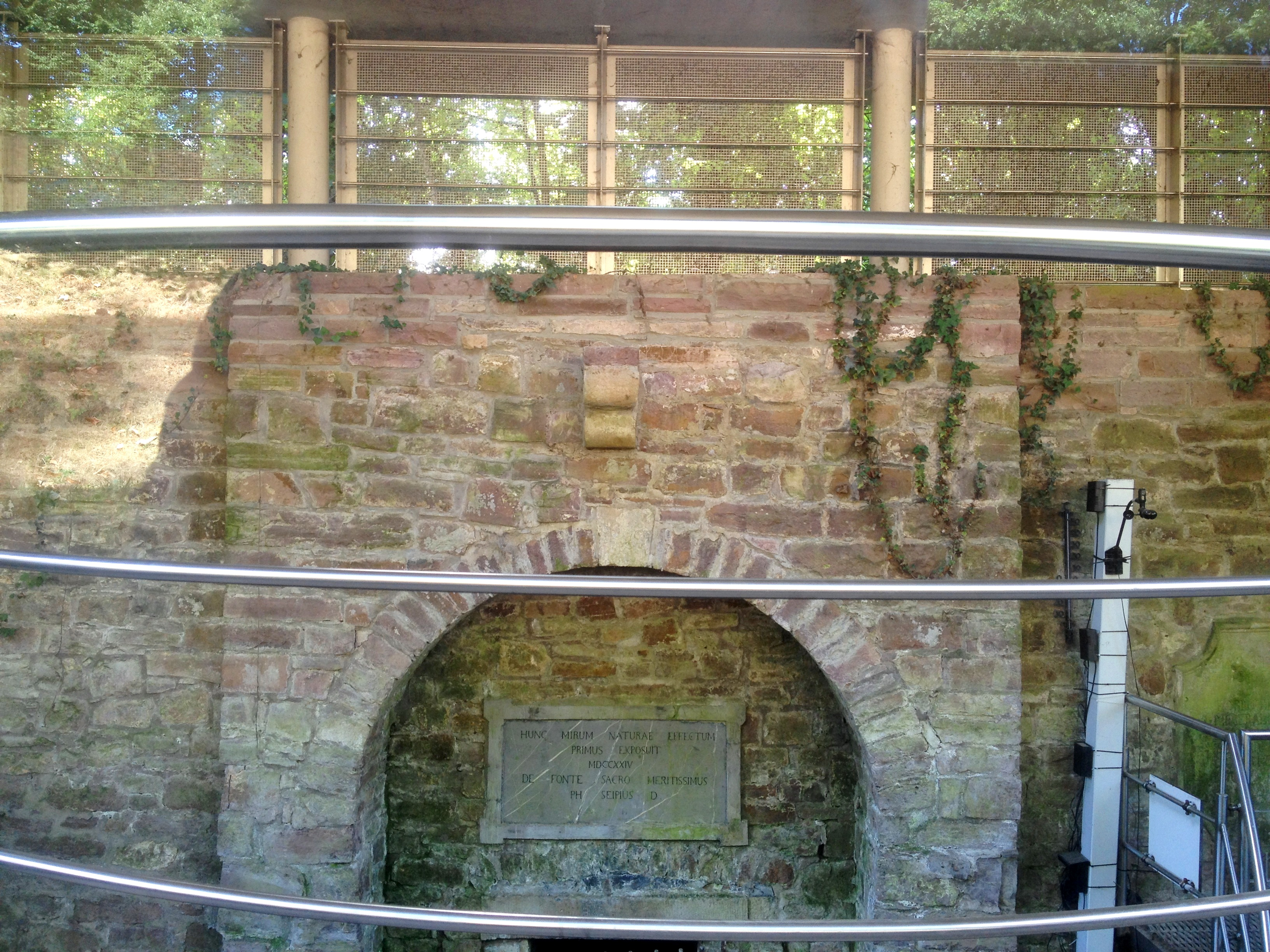
Ausmauerung des 18./19. Jahrhunderts mit lateinischer Inschrifttafel

Die Dunsthöhle in Bad Pyrmont ist eine gemauerte Grotte, aus der Kohlendioxid ausströmt. Sie ist, nachdem die Hundsgrotte bei Neapel  nach dem Zweiten Weltkrieg zugemauert wurde, die einzige Höhle dieser Art in Europa.

## Geographische Lage
Die Dunsthöhle befindet sich in einem Tal ungefähr einen Kilometer (10 Gehminuten) vom Stadtkern entfernt. Sie liegt etwa 100 Meter nördlich vom „Sauerbrunnen III“ und nordöstlich vom „Brodelbrunnen“ in einer trichterförmigen Vertiefung, einem ehemaligen Steinbruch, der im  17. Jahrhundert am Abhang des Bomberges angelegt worden war. Das Grundstück mit der Dunsthöhle wird von den Straßen „Am Helvetiushügel“ und „An der Dunsthöhle“ eingesäumt.

## Geologie
Der Boden des Tals besteht aus Buntsandstein. Die das Tal umgebenden Ränder bestehen außen aus Keuper und innen aus Muschelkalk. Gebildet wurde das Erhebungstal entweder durch ein Erdbeben oder einen vulkanischen Ausbruch, bei dem die vulkanischen Massen nicht bis an die Oberfläche gedrungen sind. Bei diesem Ereignis wurde der Buntsandstein gehoben und die in der natürlichen Schichtenfolge übereinander lagernden Keuper- und Muschelkalkschichten wurden nach außen gedrängt. Für ein vulkanisches Ereignis spricht die Tatsache, dass alle am Rand des Kessels befindlichen Sand- und Kalksteinschichten auf dem Kopf stehen. Diese umgekehrte Schichtung spricht dafür, dass der Boden des Tales blasenförmig angehoben wurde. Nachdem die Gesteinsblase geplatzt war, blieben die Ränder kraterförmig liegen. Mitten im Kessel befindet sich der Kanal, von dem die Explosion ausging.

## Gasexhalation
Insgesamt befinden sich im Tal drei Mofetten, von denen die Quelle der Dunsthöhle die ergiebigste ist. Sie gehört zu den kalten Eisensäuerlingen. Da sich in den oberflächlichen Gesteinsschichten kein Wasser befindet, mit dem sich das CO2 zu Kohlensäure verbinden kann, kann sich das Gas frei entwickeln und aus dem Boden ausströmen. Somit zählen diese Gase zu den trockenen Gasexhalationen. Aus dem Boden entweichen beträchtliche Mengen an CO2. Da das Gas ein größeres Gewicht als die normale Luft hat, bildet sich über dem Boden eine wenige Zoll bis zu zwei Fuß hohe Schicht aus Kohlendioxid. Wie hoch die Schicht jeweils ist, hängt in erster Linie davon ab, wie leicht sich das ausströmende CO2 mit der Atmosphäre vermischen kann. Bei anhaltend trockenem Wetter und bei niedrigem Luftdruck ist die CO2-Ausströmung wesentlich stärker als bei hohem Luftdruck oder nach starken Regenfällen. Da die Gasquelle mit Quelleneinfassungen und Umbauten versehen ist, steigt das Gas unter günstigen Bedingungen auch bedeutend höher. Es kann dadurch bis auf 2,40 Meter Höhe und auch höher ansteigen. Die Konzentration des CO2 beträgt im Durchschnitt in der Gasschicht 13,5 Prozent. Die Temperatur des Gases liegt bei einer Lufttemperatur von 31 °C bei 16 °C. Bei einer Lufttemperatur von −1,2 °C liegt die Gastemperatur bei 2,1 °C.

## Entdeckung
Anfang des 18. Jahrhunderts bemerkten Arbeiter, dass aus dem Gestein des Steinbruchs ein Gas ausströmte. Wenn sie in die Nähe der Gasauströmungen kamen, wurden sie nach einiger Zeit ohnmächtig. Bei starkem Regen stieg die Kohlensäure in Form von Blasen aus dem Regenwasser empor. In der Nähe der Gasquellen fand man häufig verendete Vögel und auch andere tote Tiere. Im Jahr 1712 kam der Brunnenarzt Johann Philipp Seip nach Pyrmont und ging dieser Naturerscheinung auf den Grund. Aufgrund der erstickenden Eigenschaften des Gases ging Seip zunächst davon aus, dass es sich bei dem Gas um Schwefelgase handelt.

## Bau der Grotte

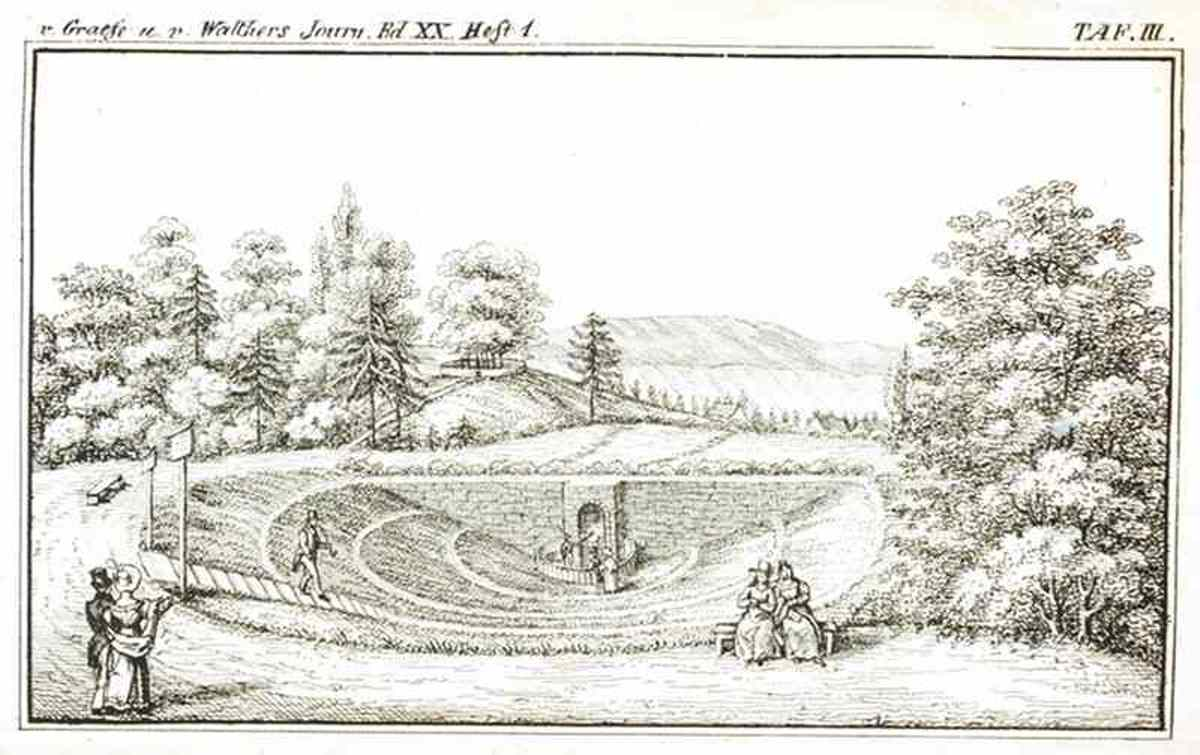
Abbildung 1833

Im Jahr 1720 ließ Seip, der als Erster die Heilwirkung des ausströmenden Gases erkannte, die Grotte ausbauen, um sie dem Publikum als „trockenes Schweißbad“ zugänglich zu machen. Da Seip zunächst annahm, dass es sich bei dem Gas um Schwefel handele, gab er der Grotte den Namen Schwefelhöhle. Als er später feststellte, dass sich nicht die geringste Spur an Schwefel im ausströmenden Gas befand, benannte er die Schwefelhöhle um in Dunsthöhle. Im Jahr 1737 ließ er die Höhle renovieren und an der Außenmauer mehrere lateinische Inschriften anbringen. Auf einer Tafel steht folgende Inschrift:

„Machst Du Italien mit Raritäten groß,
Sieh hier, die Schwefelgrub dämpft auch aus Pirmonts Schoß“

Im Jahr 1810 wurde die Dunsthöhle noch einmal umgebaut und erhielt ihre endgültige Form. Vor ihrem Eingang ließ man eine Terrasse amphitheatralisch anlegen. Hierzu grub man das Erdreich stufenförmig ab und ließ Rasen auf den Stufen wachsen. 1833 wurde  das Gasbad nach Vorschlägen von Carl Ferdinand Graefe erneuert. Im Jahr 2000 wurde im Rahmen des Expo 2000-Projekts Aqua Bad Pyrmont das Gebäude über der Höhle erneuert. Außerdem wurde die umgebende Parkanlage neu gestaltet und das Wärterhaus vor dem Eingang zur Höhle wurde erneuert.

## Nutzung
Nachdem Seip ein Gewölbe über die Mofette hatte errichten lassen, begann er damit, Kranke durch die Gasausströmungen zu therapieren. Allerdings waren diese Therapien nicht kontinuierlich durchführbar. Grund hierfür war der wechselnde Stand des Kohlendioxids und die schwierige Absperrbarkeit der Mofette. Man legte die Kranken, je nach Höhe der Gasschicht, auf die entsprechenden Terrassenstufen ab. Nachdem Seip seine Therapien nicht weiter durchführte, wurde die Einrichtung dennoch von Leidenden aus der Umgebung aufgesucht. Auch der Arzt Georg Theodor Valentiner führte in der Höhle Heilversuche an Patienten durch und beschrieb die negativen Wirkungen des Kohlendioxids auf den Menschen. So bekamen Kranke bei ihren Besuchen in der Höhle Kopfschmerzen und je nach körperlicher Verfassung auch ein starkes Schwindelgefühl. Neben dieser therapeutischen Nutzung  wurde die Höhle auch für andere Experimente genutzt. So untersuchte der Arzt Henrich Matthias Marcard die Wirkung des Kohlendioxids auf frisches Fleisch, wobei er feststellte, dass das Fleisch selbst nach neun Tagen Lagerung in der Höhle nicht verfaulte, sondern sich nur insoweit verändert hatte, dass es einen säuerlichen Geruch angenommen hatte. Ein weiteres Experiment war das Verteilen von Seifenblasen über der CO2 Dunstglocke. Da die Luft in den Seifenblasen leichter ist als das Kohlendioxid, sinken die Seifenblasen nicht zu Boden. Sie markieren dadurch die Höhe der Kohlendioxidschicht. Ein weiteres Experiment war das Hineinhalten eines brennenden Gegenstandes in das CO2, bei dem die Flamme nach dem Eintauchen erlosch. Johann Wolfgang von Goethe war bei seinem Besuch der Dunsthöhle sehr beeindruckt und beschrieb die Experimente in seinen Annalen. Goethe führte auch mehrere Experimente selber durch, unter anderem die Experimente mit Seifenblasen und mit einem brennenden Strohwisch. Goethe füllte das CO2 in Pyrmonter Flaschen ab und nahm diese mit nach Weimar. Dort führte er Experimente mit einem brennenden Wachsstock vor einer versammelten Gesellschaft durch.
Heute wird die Kohlendioxid-Quellgastherapie für folgende Indikationen angeboten: Störungen der peripheren Durchblutung, Hypertonie und Coronarinsuffizienz, allergische Erkrankungen (Asthma, Ekzem); schlecht heilende Wunden.